# Jane Clapperton
Jane Hume Clapperton (* 22. September 1832 in Edinburgh; † 30. September 1914 ebenda) war eine schottisch-britische Philosophin, Sozialistin, Sozialreformerin und Frauenrechtlerin, insbesondere war sie eine Gegnerin der klassischen Geschlechterbeziehungen.

## Leben
Clapperton war das zehnte von zwölf Kindern von Alexander Clapperton († 1849) und Anne Clapperton (geborene Hume, † 1872). Ihr Vater war ein liberal gesinnter Geschäftsmann, der seine Kinder zu Hause unterrichten ließ, obwohl Clapperton aufgrund ihrer schwachen Gesundheit im Alter von 12 Jahren auf ein englisches Internat geschickt wurde. Vor dem Tod ihres Vaters übernahm ihr Bruder John das Familienunternehmen, Clapperton & Co., und die Familie zog in ein Haus in der Princes Street mit Blick auf Edinburgh Castle.
Zurückgekehrt nach Edinburgh blieb sie nach dem Tod ihres Vaters und der Heirat aller ihrer Schwestern als unverheiratete Frau bei ihrer Mutter. Sie langweilte sich und setzte sich in verschiedenen Institutionen für Bildung und Arbeit für Frauen ein. Sie empfand die Arbeit in diesen Institutionen ineffizient und wurde von der Notwendigkeit radikalerer sozialer Reformen überzeugt. Nach dem Tod ihrer Mutter im Jahr 1872 wandte sie sich dem Studium von Sozialreformen zu. Bis 1880 war sie Agnostikerin geworden. Beeinflusst wurde sie durch ihre Lektüre von Mary Wollstonecraft, Harriet Martineau und George Eliot und ihre Freundschaft mit dem Sozialreformer George Arthur Gaskell beeinflusst, dem sie ihr Wissen über die Evolutionstheorie und ihr Engagement für soziale Gerechtigkeit zuschrieb.
1885 erschien ihr erstes Buch, Scientific Meliorism and the Evolution of Happiness (1885), durch das sie öffentlich wahrgenommen wurde. Das Buch behandelte viele der in den 1880er Jahren populären Themen der sozialen Evolution. Clapperton schrieb, dass Menschen durch die Kontrolle und Differenzierung von Gedanken, Gefühlen und Sinnen Selbstkenntnis und Selbstdisziplin erlangen, um den Bedürfnissen der Gemeinschaft gerecht zu werden. Aber Clapperton verband diese Themen der gesellschaftlichen Entwicklung mit einer radikalen Kritik an den zeitgenössischen sexuellen Beziehungen. Clapperton kämpfte gegen die Konventionen, die das sexuelle Verhalten einschränkten. Sie blieb unverheiratet und betrachtete die Ehe als einengende Institution. Im Buch beschrieb sie utopische Unitary Homes, gemeinschaftlichen Wohnstätten, in denen Männer und Frauen häusliche Pflichten teilen. Und sie beschäftigte sich intensiv mit dem Problem der Armut.
Clappertons Ansichten zu Alternativen zum klassischen Familienleben finden sich auch in ihrem Roman Margaret Dunmore (1888), der die Einrichtung eines Gemeinschaftshauses beschreibt, in dem häusliche Pflichten geteilt werden und Männlichkeit domestiziert wird. In A Vision of the Future (1904) stellte sie erneut den Wert der Monogamie in Frage und forderte die Anerkennung der positiven Eigenschaften sexueller Triebe. Sie war Mitglied des Men and Women’s Club von Karl Pearson und unterstützte die Legitimation League, die freie Liebe befürwortete und für die Gleichbehandlung von unehelich geborenen Kindern kämpfte.
Konsequenterweise wurde sie eine ausdrückliche Befürworterin von Frauenrechten im Allgemeinen und dem Frauenwahlrecht im Besonderen. Sie trat 1871 der Edinburgh Women’s Suffrage Society und 1907 der Women’s Social and Political Union (WSPU) bei und wurde 1908 Mitglied der Women’s Freedom League.
Clapperton starb überraschend 1914 und wurde bei ihrer Familie auf dem St Cuthbert's Churchyard am westlichen Ende der Princes Street begraben. Clappertons Nichte war die Suffragette Lettice Floyd, die eine offen lesbische Beziehung zu ihrer Mitsuffragette Annie Williams lebte. 

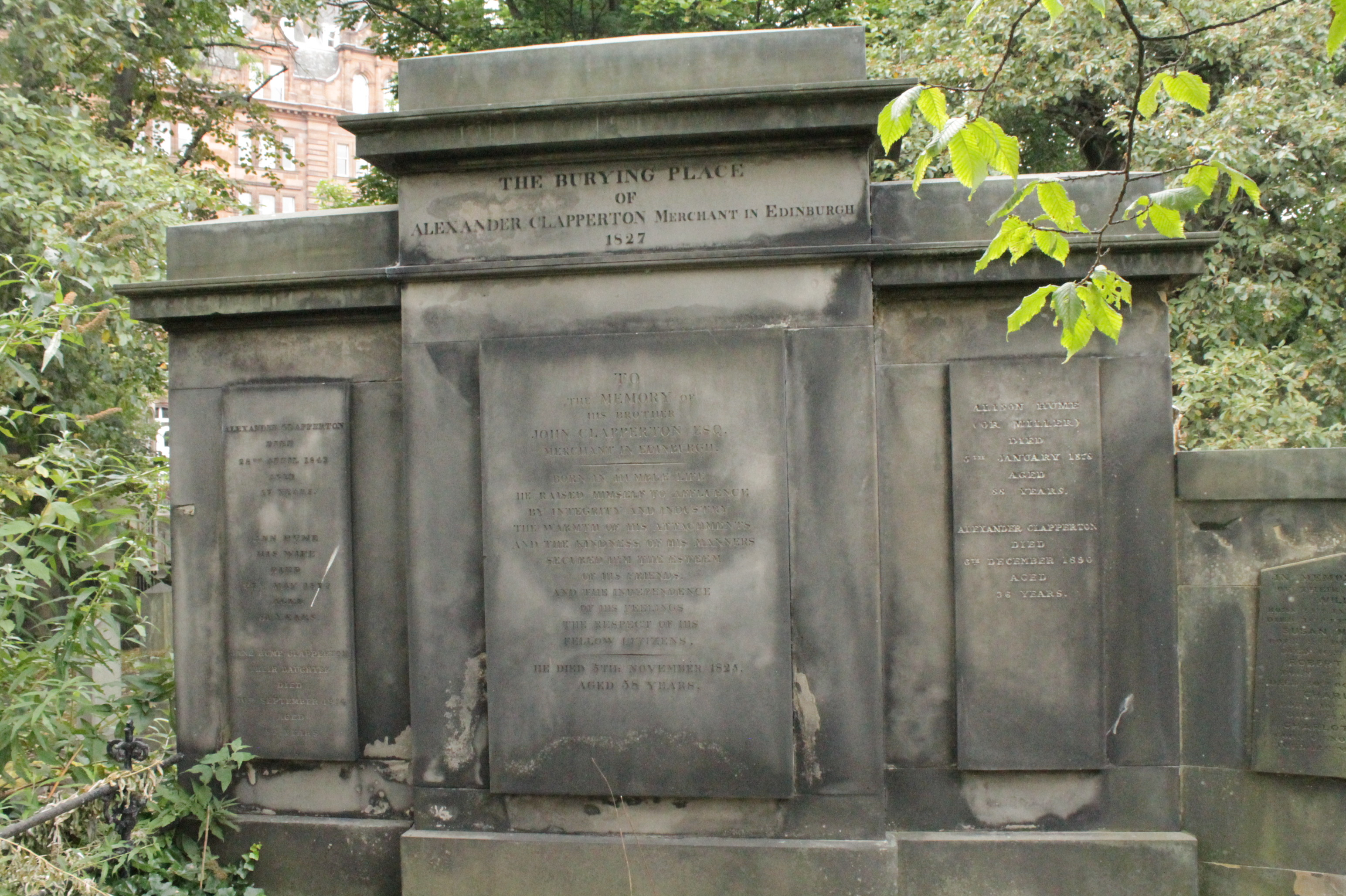
Grabstelle von Jane Hume Clapperton, St Cuthbert's Churchyard, Edinburgh
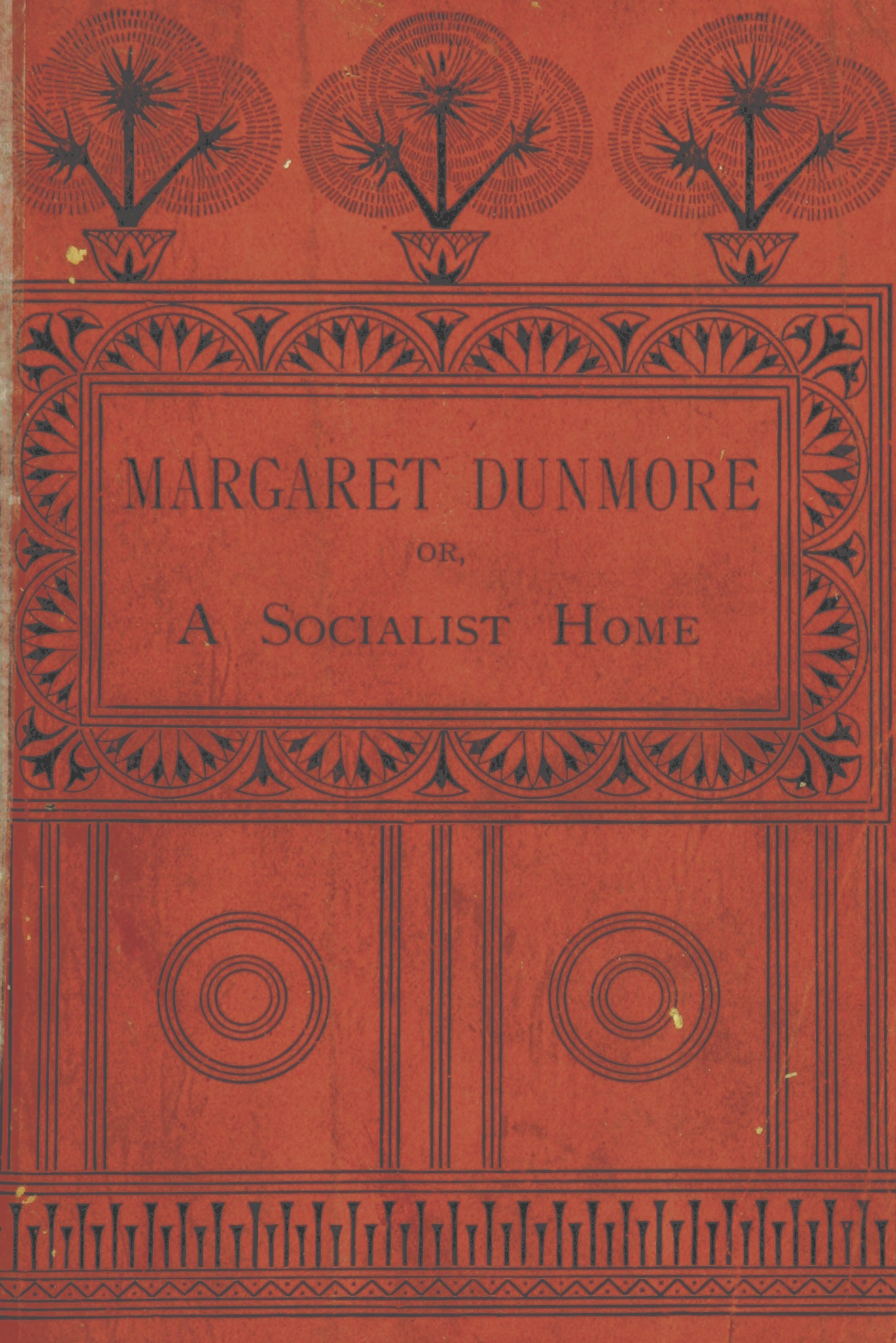
Margaret Dunmore: or, A Socialist Home
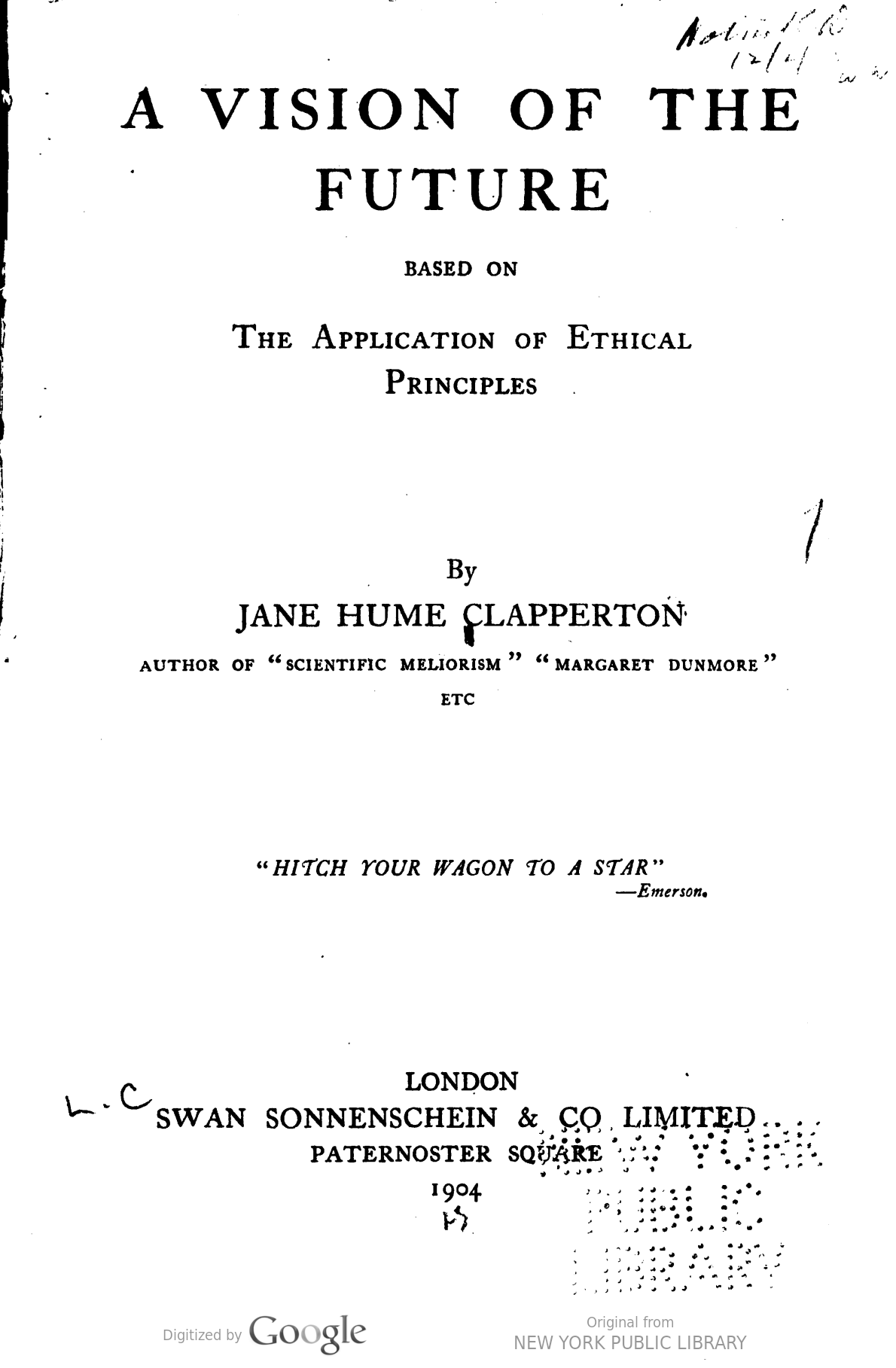
The Vision of the Future based on the Application of Ethical Principles

## Werke (Auswahl)
- Scientific Meliorism and the Evolution of Happiness. Kegan Paul, Trench & Co., London 1885 (wikimedia.org [PDF]).
- Margaret Dunmore: or A Socialist Home. Swan Sonnenschein, Lowrey, and Co., London 1888 (upenn.edu).
- A vision of the future: based on the application of ethical principles. Swan Sonnenschein, Lowrey, and Co., London 1904 (upenn.edu).